# Dan Materna
Daniel Materna (* 4. prosince 1971 Praha) je český fotograf a fotoreportér. Dlouhou dobu pracoval pro deník MF DNES, iDNES a další periodika vydavatelství MAFRA. Za svojí práci získal mnoho ocenění, včetně titulu Fotografie roku 2007 v soutěži Czech Press Photo. Od roku 2021 pracuje v Czech Photo Centre, organizuje soutěž Czech Press Photo a je kurátor fotografických výstav. Od roku 2022 je předsedou správní rady Czech Photo o.p.s.

## Biografie a práce
Dan Materna byl fotoreportérem v deníku MF DNES od roku 1993 do konce roku 2020. Fotografoval především lidi: portréty osobností, politické, kulturní a společenské události, také sport. Během svého působení podnikl mnoho zahraničních cest do všech koutů světa a dokumentoval významné světové události. Fotografoval pohřeb papeže Jana Pavla II., děsivé následky přívalové vlny na Srí Lance, oslavy „Zlatého jubilea“ – 50 let královny Alžběty II. na trůně i královskou svatbu prince Williama a Catherine Middletonové. V roce 1995 zaznamenal následky války v Sarajevu a v roce 2011 v iráckém Bagdádu. V roce 2005 fotografoval v Severní Koreji a v roce 2007 na burze na Wall Street počátky ekonomické krize. Fotografoval na letních olympijských hrách v roce 2008 v Pekingu a v roce 2012 v Londýně.
Více než 10 let intenzivně fotografoval Českou republiku z letadla. Zaměřoval se na nevšední pohledy na Česko, nejen přírodní krásy, ale i následky civilizace, technická díla, povodně, požáry nebo hromadnou dopravní nehodu na D1.
Ve volném čase fotografuje evropská volně žijící zvířata a také psy – zlaté retrívry.

## Ocenění
- 1998, Czech Press Photo, 1. cena, aktualita, Povodně ve východních Čechách
- 1998, Czech Press Photo, 1. cena, lidé, o nichž, se mluví, Dagmar Havlová v nemocnici v Innsbrucku
- 1998, 100 nejlepších sportovních fotografií roku, Cena Kodak, Pády v cyklokrosu
- 2002, Czech Press Photo, 1. cena, sport, Emanuel Yearbourgh, nejtěžší muž planety
- 2002, 100 nejlepších sportovních fotografií roku, 3. místo, Snowboard
- 2002, Fujifilm Euro Press Photo Awards, 1. místo, Tradiční život Romů na východním Slovensku
- 2003, Czech Press Photo, Cena Unicef, Zraněná dívka, Irák po válce
- 2004, Fujifilm Euro Press Photo Awards, 1. místo, aktualita, Irák po válce
- 2004, Czech Press Photo, 1. místo, aktualita, Boj rozvedených rodičů o děti
- 2004, Czech Press Photo, 3. cena, aktualita, Romské nepokoje na východním Slovensku
- 2005, Fujifilm Euro Press Photo Awards, 1. místo, Následky vichřice ve Vysokých Tatrách, fotografie z letadla
- 2005, Czech Press Photo, Čestné uznání, reportáž, Pohřeb papeže Jana Pavla II.
- 2007, Czech Press Photo, Fotografie roku 2007, Exekuce dítěte
- 2011, Czech Press Photo, Cena Academic, Vlci
- 2020, Czech Nature Photo

## Výstavy
- 1989, Výstava ročníkových prací, SPŠ Grafická, Galerie Luka, Praha
- 1990, Výstava ročníkových prací, SPŠ Grafická, Galerie Eden, Praha
- 1990, Výstava ročníkových prací, SPŠ Grafická, Galerie Československý spisovatel
- 1994, Události ve fotografii MF Dnes, Galerie Rockcafé, Praha, Fotoagentura MAFA
- 1995, Události ve fotografii MF Dnes, Galerie Rockcafé, Praha, Fotoagentura MAFA
- 1996, Události ve fotografii MF Dnes, Galerie Rockcafé, Praha, Fotoagentura MAFA
- 1997, Události ve fotografii MF Dnes, Galerie Rockcafé, Praha, Fotoagentura MAFA
- 1999, 10 let - události 1989 - 1999 ve fotografii MF Dnes, Karolinum, Univerzita Karlova, Praha
- 2001, Události ve fotografii MF Dnes, Museum Varnsdorf
- 2003, Život v lese, fotografie divokých zvířat, Galerie Josefa Sudka, Praha
- 2005, Život v lese, fotografie divokých zvířat, Garden Gallery Café, Praha
- 2005, 3 dni v Severní Koreji, Poslanecká sněmovna ČR, Praha
- 2011, Svět očima fotografů MF Dnes, Centrum PRE, Praha
- 2012, Česko z letadla, Galerie Academic, Roztoky u Prahy
- 2014, 25 let - události 1989 - 2014 ve fotografii MF Dnes, putovní výstava po ČR
- 2016, Olympijské hry Peking - Londýn - Rio, ve fotografii, putovní výstava po ČR
- 2016, Česko z letadla, Informační centrum Kvilda, NP Šumava
- 2017, Czech Nature Photo, fotografie divokých zvířat, Czech Photo Centre, Praha
- 2019, Já, zlatý retriever, Galerie Písecká brána, Praha
- 2019, Já. zlatý retriever, Berlitz Praha
- 2020, Česko z letadla, Czech Photo Centre, Praha
- 2021, Česko z letadla, Galerie Laufen, Praha
- 2021, Česko z letadla, Český dům, Berlín
- 2022, Dan Materna - fotografie nejen z Czech Press Photo, Studijní a vědecká knihovna, Hradec Králové

## Publikace
- 2009, Tajemství českého lesa, Albatros / Computer Press
- 2013, Já, zlatý retrívr, Albatros / CPRESS
- 2015, Česko z letadla, Albatros / CPRESS
- 2017, Rok s retrívrem, Albatros / CPRESS
- 2022, Když jsem byla štěně, Albatros / CPRESS